# Rumunsko na zimních olympijských hrách
Rumunsko na zimních olympijských hrách startuje od roku 1928. Toto je přehled účastí, medailového zisku a vlajkonošů na dané sportovní události.

## Účast na Zimních olympijských hrách
| Dějiště ZOH                 | ZOH      | Vlajkonoš                       | Zlatá medaile | Stříbrná medaile | Bronzová medaile | Celkem |
| --------------------------- | -------- | ------------------------------- | ------------- | ---------------- | ---------------- | ------ |
| 1928 Svatý Mořic            | ZOH 1928 | nebyl                           |               |                  |                  | 0      |
| 1932 Lake Placid            | ZOH 1932 | nebyl                           |               |                  |                  | 0      |
| 1936 Garmisch-Partenkirchen | ZOH 1936 | nebyl                           |               |                  |                  | 0      |
| 1948 Svatý Mořic            | ZOH 1948 | nebyl                           |               |                  |                  | 0      |
| 1952 Oslo                   | ZOH 1952 | nebyl                           |               |                  |                  | 0      |
| 1956 Cortina d'Ampezzo      | ZOH 1956 | nebyl                           |               |                  |                  | 0      |
| 1960 Squaw Valley           | ZOH 1960 |                                 |               |                  |                  | Ne     |
| 1964 Innsbruck              | ZOH 1964 | Ion Panțuru                     |               |                  |                  | 0      |
| 1968 Grenoble               | ZOH 1968 | Beatrice Huștiu                 |               |                  | 1                | 1      |
| 1972 Sapporo                | ZOH 1972 | Ion Panțuru                     |               |                  |                  | 0      |
| 1976 Innsbruck              | ZOH 1976 | Gheorghe Gârniță                |               |                  |                  | 0      |
| 1980 Lake Placid            | ZOH 1980 | Gheorghe Lixandru               |               |                  |                  | 0      |
| 1984 Sarajevo               | ZOH 1984 | Dorel Cristudor                 |               |                  |                  | 0      |
| 1988 Calgary                | ZOH 1988 | Dorin Degan                     |               |                  |                  | 0      |
| 1992 Albertville            | ZOH 1992 | Ioan Apostol                    |               |                  |                  | 0      |
| 1994 Lillehammer            | ZOH 1994 | Ioan Apostol                    |               |                  |                  | 0      |
| 1998 Nagano                 | ZOH 1998 | Mihaela Dascăluová              |               |                  |                  | 0      |
| 2002 Salt Lake City         | ZOH 2002 | Eva Tofalvi                     |               |                  |                  | 0      |
| 2006 Turín                  | ZOH 2006 | Gheorghe Chiper                 |               |                  |                  | 0      |
| 2010 Vancouver              | ZOH 2010 | Eva Tofalvi                     |               |                  |                  | 0      |
| 2014 Soči                   | ZOH 2014 | Eva Tofalvi                     |               |                  |                  | 0      |
| 2018 Pchjongčchang          | ZOH 2018 | Marius Ungureanu                |               |                  |                  | 0      |
| 2022 Peking                 | ZOH 2022 | Raluca Strămăturaru Paul Pepene |               |                  |                  | 0      |
| 2026 Milán                  | ZOH 2026 |                                 |               |                  |                  |        |
| Celkem                      | 23       |                                 | 0             | 0                | 1                | 1      |
| Zdroj na Olympedia.org      |          |                                 |               |                  |                  |        |